# Toxopsiella parrotti
Toxopsiella parrotti är en spindelart som beskrevs av Forster 1964. Toxopsiella parrotti ingår i släktet Toxopsiella och familjen Cycloctenidae. Inga underarter finns listade i Catalogue of Life.